# Citadelle de Port-Louis (Maurice)
Pour les autres utilisations de l'appellation Citadelle de Port-Louis, voir Citadelle de Port-Louis.

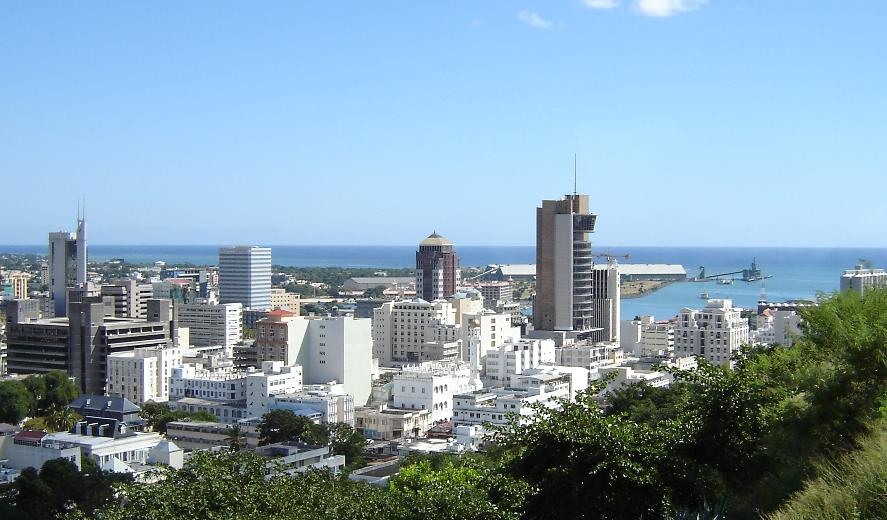
Vue de Port-Louis depuis la Citadelle.

La citadelle est un bâtiment très connu à l'île Maurice.

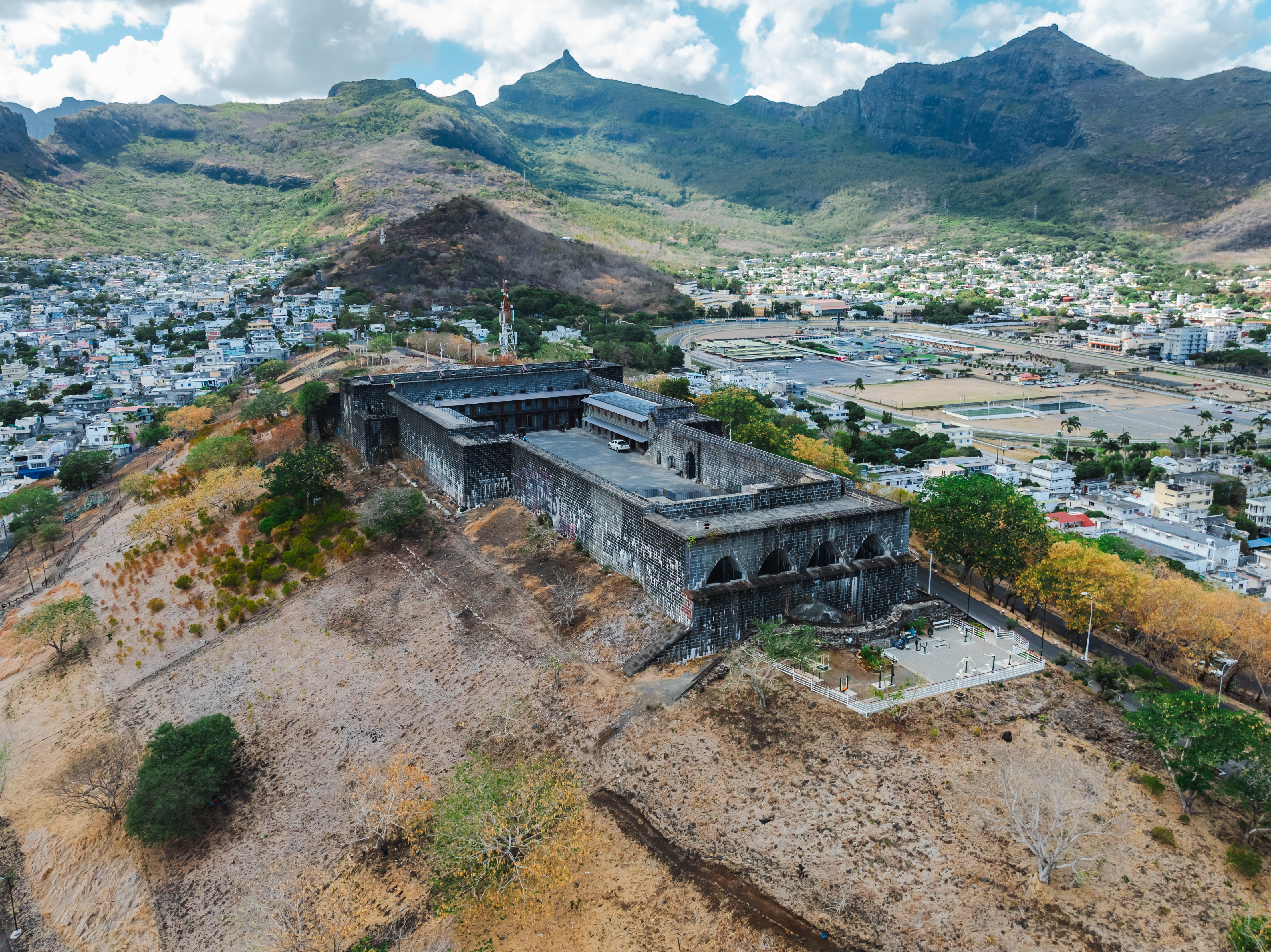
Fort Adelaide (de Champ de Mars)

Citadelle de Port-Louis est le nom sous lequel est plus connu le Fort Adelaïde, fortification construite entre 1834 et 1840 sur une colline de la capitale mauricienne, Port-Louis.

## Histoire
La facilité avec laquelle les Britanniques s'emparent de l'île Maurice en 1810 les amène à adopter pour préoccupation première le renforcement de sa défense. Elle compte alors quarante places fortifiées, la plupart construites par les Français. Les Hollandais ont toutefois construit dès 1638 le Fort Frederick-Hendrik à Vieux Grand-Port.
Les Britanniques édifient rapidement plusieurs forts : le fort George, le fort Adélaïde, le fort William, le fort Victoria et plusieurs casemates qui complètent l'ensemble. Seule la seconde construction n'est pas à l'état de ruines aujourd'hui. Elle trône toujours sur la Petite Montagne, un site qui était déjà fréquenté des habitants de la ville avant sa construction.
Dans son Voyage dans les quatre principales îles des mers d'Afrique, Jean-Baptiste Bory de Saint-Vincent note que « l'heure de la bourse et des affaires passée, l'on n'a plus rien à faire au port nord-ouest, de sorte que beaucoup de personnes oisives se rendent sur un lieu élevé, duquel on découvre la rade, et qu'on nomme la petite montagne. Elles y règlent les intérêts des nations, comme on le fait dans les cafés du Palais Royal à Paris. »
Baptisée en l'honneur de la femme de Guillaume IV, ses plans ont été conçus par le colonel Thomas Cunningham. Ce sont des engagés indiens qui la bâtissent. Elle coûtera au total 45 270 livres, soit 15 270 de plus que prévu.
Le bâtiment n'aura jamais à soutenir un siège.

## Architecture

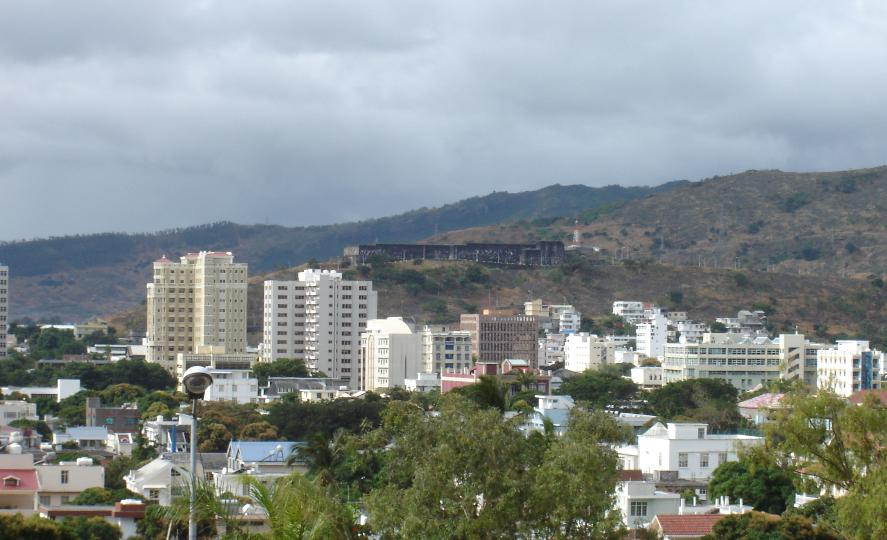
La Citadelle de Port-Louis.

Construit aves des blocs de basalte, la citadelle abritait autrefois des quartiers pour les officiers et un casernement capable d'accueillir 200 hommes et les provisions indispensables à trois mois sans ravitaillement. Il y a par exemple une réserve d'eau potable de 40 000 gallons. Le magasin de poudres compte 280 barils.
Fin 2005, le gouvernement mauricien confie à la muséologue française Claude Fauque une mission d'expertise afin d'entreprendre la restauration du bâtiment. Le site ouvrit ses portes à nouveau au public le 1er février 2006.